# جينجر سنابس باك: البداية
جينجر سنابس باك: البداية (بالإنجليزية: Ginger Snaps Back: The Beginning)‏ هو فيلم رعب تم إنتاجه في كندا وصدر سنة 2004 بطولة إيميلي بيركنز وكاثرين إيزابيل.

## القصة
في القرن التاسع عشر في كندا ، لجأت بريجيت وشقيقتها جينجر إلى حصن التجار الذي أصبح لاحقًا تحت حصار بعض المستذئبين المتوحشين.

## وصلات خارجية
جينجر سنابس باك: البداية على موقع IMDb (الإنجليزية)
- جينجر سنابس باك: البداية على موقع روتن توميتوز (الإنجليزية)
- جينجر سنابس باك: البداية على موقع نتفليكس (الإنجليزية)
- جينجر سنابس باك: البداية على موقع ألو سيني (الفرنسية)
- جينجر سنابس باك: البداية على موقع أول موفي (الإنجليزية)
- جينجر سنابس باك: البداية على موقع فيلمافينيتي (الإسبانية)
- جينجر سنابس باك: البداية على موقع قاعدة بيانات الفيلم (الإنجليزية)
- جينجر سنابس باك: البداية على موقع ليتربوكسد (الإنجليزية)
- جينجر سنابس باك: البداية على موقع كينوبويسك (الروسية)